# Gábor Bozsik
Gábor Bozsik, född den 26 oktober 1981 i Budapest, Ungern, är en ungersk kanotist.
Han tog bland annat VM-silver i K-4 500 meter i samband med sprintvärldsmästerskapen i kanotsport 2006 i Szeged.